# Tantilla cuesta
Tantilla cuesta är en ormart som beskrevs av Wilson 1982. Tantilla cuesta ingår i släktet Tantilla och familjen snokar. Inga underarter finns listade i Catalogue of Life.
Tantilla cuesta beskrev med hjälp av exemplar från departementet San Marcos i Guatemala.  Populationen godkänd som art av The Reptile Database. Den infogas istället som synonym i Tantilla jani.